# Aeropuerto de Rieti
El aeropuerto de Rieti es una infraestructura aeroportuaria situada en los suburbios de la ciudad de Rieti.
Proyectado en 1936, la obra fue inaugurado el 27 de marzo de 1938, convirtiéndose en sede estratégica para diversas aeronaves militares durante la Segunda Guerra Mundial, motivo por el cual el aeródromo fue bombardeado y se convirtió en base aliada en el 1944. En la posguerra inmediata iniciaron los trabajos de reestructuración de la infraestructura, y retomó sus funciones a partir del 1952.
Permaneció hasta el 1996 bajo la gestión de la Aviación Militar, convirtiéndose entonces en sede del 12° Depósito Central de esta.
El 10 de enero de 1997 entró en función el nuevo destacamento aeroportuario, cuando la gestión es transferida a la Enav.
En el aeropuerto tiene su sede el Aero Club de Rieti y está activa la estación local meteorológica, oficialmente reconocida por la Organización Meteorológica Mundial.